# Цахир
Цахир (монг. Цахир) — сомон аймака Архангай, Монголия.
Сомон граничит с аймаками Завхан (на западе), Хувсгел (на севере), Баянхонгор (на юге).